# Kpakpamè
Kpakpamè ist ein Arrondissement im Departement Zou im westafrikanischen Staat Benin. Es ist eine Verwaltungseinheit, die der Gerichtsbarkeit der Kommune Za-Kpota untersteht.

## Demografie und Verwaltung
Gemäß der Volkszählung 2013 des beninischen Statistikamtes INSAE hatte das Arrondissement 15.327 Einwohner, davon waren 7221 männlich und 8106 weiblich.
Von den 69 Dörfern und Quartieren der Kommune Za-Kpota entfallen acht auf Kpakpamè:
1. Affossowogba
2. Davègo
3. Dramè
4. Kpakpamè
5. Mlinkpin-Guingnin
6. Somè
7. Tangbé
8. Togadji